# Нелепая шестёрка
«Нелепая шестёрка» (англ. The Ridiculous 6) — американский комедийный вестерн фильм режиссёра Фрэнка Корачи. Фильм был выпущен во всём мире на Netflix 11 декабря 2015 года. Название фильма является аллюзией фильма «Великолепная семёрка».

## Сюжет
В эпоху Дикого Запада сирота Томми Стокберн (Адам Сэндлер) воспитывается племенем апачи, где его называют «Белый кинжал» из-за его склонности мифически пользоваться ножами. Он хочет жениться на индейской девушке по имени «Горячая Лиса» (Джулия Джонс).
У него была стычка с бандой «левоглазых», парни носили повязку на правом глазу, возглавлял банду Уилл Патч (Уилл Форте). Томми, белый, носит одежду индейцев, перехитрил невменяемого коренного американца-расиста, владельца лавки по имени Клем (Стив Зан), полуслепого на левый глаз.
В его родную деревню пришёл разбойник по имени Фрэнк Стокберн (Ник Нолти) заявляющий, что он биологический отец Томми. Томми рассказывает Фрэнку, когда в детстве мать сопровождала его в школу её застрелил мужчина с татуировкой подковы на руке, что с тех пор преследовало его во снах. Фрэнк также рассказывает Томми, что он умирает от чахотки, но он накопил 50 000 долларов и закопал их на лугу рядом с сосной, деньги он предлагает Томми, или отдать индейцам племени апачи. На следующий день группа бандитов, имеющих связь с Фрэнком, приходит в деревню во главе с безжалостным Цицеро (Дэнни Трехо), который хочет, чтобы Фрэнк отдал им свой «большой куш» который он украл. Бандиты похищают Фрэнка, он обещает вернуть деньги и называет другое место, где прячет их у «Поющей ветряной мельницы», в обмен они не нападают на Томми и на индейцев.
Не имея времени, чтобы обыскать луг и найти деньги Томми решает, что он должен найти другой способ получить деньги и спасти своего отца.
Томми начинает поиски своего отца и решает, что лучший способ получить достаточно денег — это украсть их. Тем не менее, поскольку его племя не мирится с воровством и утверждает, что оно бесчестно Томми делает выбор — украсть у тех, у кого нет чести. В результате чего он нацеливается на коррумпированных политиков, расистских банкиров и головорезов. Во время поиска отца, Томми обнаруживает, что у него есть 5 единокровных братьев; Мексиканец Рамон (Роб Шнайдер), хозяин осла; Умственно отсталый Малыш Пит, счастливый владелец сильной шеи, которая делает его неуязвимым к повешению (Тейлор Лотнер); Дикий горный человек Херм, сын самогонщицы, говорящий на непонятном языке (Хорхе Гарсиа); Дэнни (Люк Уилсон), служивший телохранителем у Авраама Линкольна как раз в день его убийства; и виртуозный пианист Чико, сын негритянки, и сам выраженный афроамериканец, к удивлению окружающих считающий себя белым: только по секрету большим друзьям признается в том что его мама была черная — из-за нежелания терпеть расистские шуточки в свой адрес (Терри Крюс); Все братья присоединяются к Томми.
Тем временем Клем присоединяется к банде левоглазых, после того как удалил свой единственный функциональный глаз (поскольку другие владельцы банды утверждают, что удаление правого глаза является обязательным для вступления в банду левоглазых). Надеясь найти Томми, чтобы отомстить ему, банда отправляется на поиски Фрэнка, похищает невесту Томми (ей удается сбежать из-за плохого зрения Клема).
Во время встречи с агрессивным, всегда улыбающимся владельцем салона Смайли Харрис (Харви Кейтель) Чика и Дэнни, который был частью банды Фрэнка, пока Фрэнк не обокрал его, оставив умирать на ветряной мельнице. Он владеет большим золотым самородком, братья решаются украсть золотой самородок. Харрис хочет отомстить Фрэнку за его предательство, убив его сыновей. Рамон, защищая братьев, только пытался сбить его лопатой, но снес ему голову.
Во время отдыха братьев на пруду, Клем и банда одноглазых пытаются их расстрелять. Денни спасает ситуацию, но банде удается украсть деньги и сбежать. Надежда не потеряна для братьев, так как Херм (при помощи переводческих навыков Томми) говорит им, что игрок по имени Иезекииль Грант (Джон Ловитц) проводит азартные игры с Марк Твеном (Ванилла Айс) и генералом Джорджа Армстронга Кастера (Дэвид Спейд) в Юме. После того, как успешно братья грабят игроков в покер, они направляются на выкуп своего отца. Томми узнает убийцу матери по фотографии, которую показывает Дэнни, это был Цицеро. Не желая подвергать своих братьев опасности, Томми один, под покровом ночи уходит спасти отца и отомстить убийце своей матери.
Томми отдает деньги Цицеро, и мстит ему за убийство матери. Единокровные братья, которые следовали за Томми, знакомятся с их давно потерянным отцом. Понимая, что группа Томми теперь имеет 100000 $, после спасения левоглазой банды и их воссоединения, Фрэнк признается, что он дважды обманул их, он был в сговоре с Цицеро для легкого получения денег 50000 $. Томми говорит о плане Б: скрытая бомба внутри сумки с деньгами. Когда бомба взрывается, в суматохе Фрэнк хватает «Горячую Лису» и прячется в глубине шахты. Томми бежит за ними и успешно спасает свою невесту, оставляя отца в шахте. Кроме того, в процессе перестрелки Клем случайно узнает, что банда обманула его, у всех под повязкой был правый глаз.
Вернувшись в родную деревню, Томми женится на «Горячей Лисе», на свадьбе все его единокровные братья и левоглазая банда. Поскольку откровение о том, что их биологический отец Фрэнк Стокберн был не более чем жуликом, глава коренного народа решает принять братьев Томми так же, как он принял и его самого.

## В ролях
| Актёр           | Роль                             |
| --------------- | -------------------------------- |
| Адам Сэндлер    | Томми — Белый кинжал             |
| Терри Крюс      | Чико Стокберн                    |
| Хорхе Гарсиа    | Херм Стокберн                    |
| Тейлор Лотнер   | Малыш Пит Стокберн               |
| Роб Шнайдер     | Рамон Стокберн                   |
| Люк Уилсон      | Дэнни Стокберн                   |
| Ник Нолти       | Фрэнк Стокберн Отец              |
| Уилл Форте      | Уилл Патч банда «левоглазых»     |
| Ник Свардсон    | Нелли Патч банда «левоглазых»    |
| Стив Зан        | Клем бывший владелец лавки       |
| Джулия Джонс    | Горячая Лиса                     |
| Лавелл Кроуфорд | Гас Патч банда «левоглазых»      |
| Джаред Сэндлер  | Бэбифейс Патч банда «левоглазых» |
| Пол Садо        | Кид Патч банда «левоглазых»      |
| Дэнни Трехо     | Цицеро                           |

| Актёр           | Роль                                         |
| --------------- | -------------------------------------------- |
| Харви Кейтель   | Смайли Харрис владелец «Золотого самородка»  |
| Стив Бушеми     | Док Гриффин                                  |
| Дэвид Спейд     | Джордж Армстронг Кастер                      |
| Уитни Каммингс  | Сюзанна                                      |
| Джон Ловитц     | Иезекииль Грант                              |
| Саджино Грант   | Кричащий орёл                                |
| Норм МакДональд | Клиент Самородка лежит с двумя проститутками |
| Крис Парнелл    | Уильям менеджер банка                        |
| Блейк Шелтон    | Уайетт Эрп                                   |
| Джон Туртурро   | Эбнер Даблдей                                |
| Ванилла Айс     | Марк Твен                                    |
| Дэн Патрик      | Авраам Линкольн                              |
| Крис Кэттэн     | Джон Уилкс Бут                               |
| Ленда Мюррей    | Мать Чико                                    |
| Джеки Сэндлер   | Свободная грудь                              |
| Генри Стекман   | Томми в детстве                              |

## Съёмки фильма
Основные съёмки фильма начались 20 февраля 2015 года, и закончилась 2 мая 2015 года.

## Отзывы
Фильм получил крайне негативные отзывы. На сайте Rotten Tomatoes получил рейтинг 0 %.
Несмотря на то, что он был раскритикован критиками, фильм собрал больше просмотров, чем любой другой в истории Netflix.